# Isocybus pallipes
Isocybus pallipes är en stekelart som först beskrevs av Thomas Say 1828.  Isocybus pallipes ingår i släktet Isocybus och familjen gallmyggesteklar. Inga underarter finns listade i Catalogue of Life.